# Jarosław Łukomski
Jarosław Łukomski (ur. 7 maja 1962) – polski lektor, szkoleniowiec i trener biznesowy z teorii zarządzania. Branże, w których działa, to doradztwo/konsulting/finanse/ekonomia.
Do końca lat 80. pracował na Uniwersytecie Warszawskim, szkoląc młodych tłumaczy. Pracował w wielu firmach i korporacjach o światowym zasięgu, sprawując wysokie funkcje kierownicze.
Pracę lektora rozpoczął w 1983 roku. Należy do najbardziej znanych polskich lektorów. Jest znany przede wszystkim z czytania filmów wojennych. Jest lektorem w Aktualności filmowe w Canal+.

## Niektóre filmy i seriale czytane przez Jarosława Łukomskiego
- Niezniszczalni (DVD/BD) (Trylogia)
- RoboCop (TVN, TV 4)
- Byliśmy żołnierzami
- Bez przebaczenia
- Desperado
- Faceci w czerni (Polsat)
- Faceci w czerni II (Polsat)
- Helikopter w ogniu (DVD/BD)
- Kasyno (VHS/DVD, TV 4)
- Looper – Pętla czasu (DVD/BD)
- Opowieści z krypty (serial TV 1989–1996)
- Okręt
- Obcy – ósmy pasażer Nostromo (Polsat)
- Obcy – decydujące starcie (Polsat)
- Obcy 3 (Polsat)
- Obcy: Przebudzenie (Polsat)
- Skazani na Shawshank
- Milczenie owiec
- Pluton (TV 4)
- Predator 2 (Polsat)
- Szeregowiec Ryan (TVN)
- Taksówkarz (Polsat)
- Twardziele
- Ucieczka z Nowego Jorku
- Newsroom (HBO)
- Digimon Adventure
- Czarodziejka z Księżyca (tylko jeden odcinek),
- Dredd 3D (DVD, Canal+)
- Ghost Rider 2 (Polsat)
- Riddick (DVD/BD)
- Intruz (DVD/Canal+)
- Afera w strefie 51 (TV4)
- 300 (TVN)
- Resident Evil: Potępienie
- Szklana pułapka – 4 części (Polsat)
- Next (AleKino+)
- Kongres (Canal+)
- Niepamięć (C+)
- Lista Klientów (AXN)
- Sabotaż (Polsat)
- Simpsonowie (Fox Comedy)
- Avengers (TVN)
- Avengers: Czas Ultrona (TVN)
- Incredible Hulk (TVN)
- Ant-Man (TVN)
- Strażnicy Galaktyki (TVN)
- Liga Sprawiedliwości (film) (TVN)
- Kapitan Ameryka: Zimowy żołnierz (Polsat)
- Kapitan Ameryka: Wojna bohaterów (Polsat)
- Brightburn: Syn Ciemności (HBO)
- Wszystko, co dobre
- Człowiek z Blizną 1983 (TVN)